# Achillobator
Achillobator (latinsky Achilles, bator znamená mongolsky bojovník) byl rod masožravého teropodního dinosaura, žijícího před zhruba 89 miliony let (svrchní křída) na území dnešního Mongolska.

## Zařazení
K jeho příbuzným patřily například rody Deinonychus nebo Velociraptor, bližší příbuzní však spadali do podčeledi Dromaeosaurinae. Achillobator byl formálně popsán Perlem Altangerelem, Jimem Clarkem a Markem Norellem roku 1999 v publikaci Národního muzea geologie. Kvůli velkému drápu na přední noze je považován za druh dromeosaurida. Byl nalezen v souvrství Bajan Šireh na jihu Mongolska při paleontologické expedici v roce 1989. Toto místo je známé nálezy koster patřících harpymimovi, segnosaurovi a erlikosaurovi.

## Popis

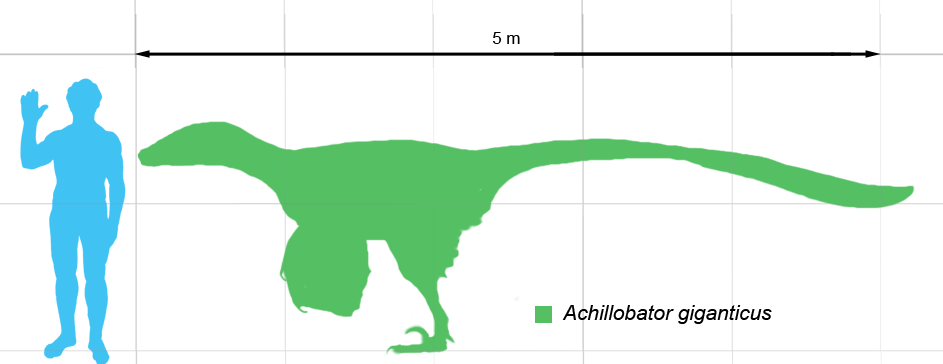
Velikost člověka ve srovnání s velikostí Achillobator

Achillobator byl asi 4,6 až 6,6 metru dlouhý a vážil kolem 250 kilogramů. V porovnání s deinonychem se jeho délka odhaduje na zhruba 5 metrů. Většími rody dromeosauridů tak byli nejspíš jen severoamerické taxony Utahraptor a Dakotaraptor. Jeho lebka se podobala dromeosaurovi, zatímco krk, hřbet, ocas, srpovitý dráp a přední i zadní končetiny měl kratší než Deinonychus. Z lebky byla nalezena pouze horní čelist s několika zuby. Ty jsou zahnuté a pilovité.